# Memoriał Bronisława Idzikowskiego i Marka Czernego 1990
Memoriał im. Bronisława Idzikowskiego i Marka Czernego 1990 – 23. edycja turnieju w celu uczczenia pamięci polskiego żużlowca Bronisława Idzikowskiego i Marka Czernego, który odbył się dnia 12 sierpnia 1990 roku. Turniej wygrał Sławomir Drabik.

## Wyniki
- Częstochowa, 12 sierpnia 1990
- NCD: Eugeniusz Skupień – 72,22 w wyścigu 3
- Sędzia: Jan Banasiak

| Msc. | Zawodnik               | Klub                                    | Pkt  |             |  |
| ---- | ---------------------- | --------------------------------------- | ---- | ----------- |  |
| 1    | (1) Sławomir Drabik    | Częstochowa                             | 14+3 | (3,3,2,3,3) |  |
| 2    | (12) Eugeniusz Skupień | Rybnik                                  | 14+2 | (3,3,3,2,3) |  |
| 3    | (16) Lubomír Jedek     | Czeska i Słowacka Republika Federacyjna | 12   | (2,2,3,3,2) |  |
| 4    | (8) Janusz Stachyra    | Rzeszów                                 | 10   | (3,1,3,3,t) |  |
| 5    | (7) Antoni Skupień     | Rybnik                                  | 10   | (1,2,3,1,3) |  |
| 6    | (14) Jacek Woźniak     | Bydgoszcz                               | 9    | (3,3,2,d,1) |  |
| 7    | (3) Vlastimil Červenka | Czeska i Słowacka Republika Federacyjna | 9    | (2,3,1,2,1) |  |
| 8    | (10) Józef Kafel       | Częstochowa                             | 9    | (2,2,2,1,2) |  |
| 9    | (5) Sławomir Dudek     | Zielona Góra                            | 8    | (2,2,2,d,2) |  |
| 10   | (4) Rinat Mardanszyn   | ZSRR                                    | 7    | (0,0,1,3,3) |  |
| 11   | (2) Romuald Janusz     | Rzeszów                                 | 5    | (1,1,d,2,1) |  |
| 12   | (11) Marek Molka       | Zielona Góra                            | 4    | (1,1,1,1,0) |  |
| 13   | (15) Andrzej Puczyński | Częstochowa                             | 3    | (0,0,1,1,1) |  |
| 14   | (6) Michaił Starostin  | ZSRR                                    | 2    | (0,d,d,2)   |  |
| 15   | (9) Waldemar Cisoń     | Bydgoszcz                               | 1    | (0,1,0,0,0) |  |
| 16   | (13) Jaroslav Gavenda  | Czeska i Słowacka Republika Federacyjna | 1    | (1,0,0,0,0) |  |
|      | rez. Nikołaj Korniew   | ZSRR                                    |      | (2)         |  |
|      | rez. Tomasz Purgal     | Częstochowa                             |      | (0)         |  |

Bieg po biegu
1. [75,14] Drabik, Červenka, Janusz, Mardanszyn
2. [74,50] Stachyra, Dudek, A.Skupień, Starostin
3. [72,22] E.Skupień, Kafel, Molka, Cisoń
4. [74,20] Woźniak, Jedek, Gavenda, Puczyński
5. [74,17] Drabik, Dudek, Cisoń, Gavenda
6. [74,47] Woźniak, Kafel, Janusz, Starostin
7. [73,75] Červenka, A.Skupień, Molka, Puczyński
8. [73,54] E.Skupień, Jedek, Stachyra, Mardanszyn
9. [73,94] Jedek, Drabik, Molka, Starostin
10. [74,84] E.Skupień, Dudek, Puczyński, Janusz
11. [74,16] Stachyra, Woźniak, Červenka, Cisoń
12. [74,44] A.Skupień, Kafel, Mardanszyn, Gavenda
13. [76,18] Drabik, A.Skupień, A.Skupień, Woźniak
14. [76,38] Stachyra, Janusz, Molka, Gavenda
15. [75,22] Jedek, Červenka, Kafel, Dudek
16. [75,66] Mardanszyn, Korniew, Puczyński, Cisoń Korniew za Starostina
17. [75,90] Drabik, Kafel, Puczyński, Purgal Purgal za Stachyrę
18. [76,59] A.Skupień, Jedek, Janusz, Cisoń
19. [74,66] E.Skupień, Starostin, Červenka, Gavenda
20. [74,84] Mardanszyn, Dudek, Woźniak, Molka
21. Wyścig dodatkowy: [??,??] Drabik, Skupień